# Variáció (album)
A Variáció a Babos Gyula magyar gitáros vezette Babos Project Special együttes albuma, amit 2006. december 6-án adtak ki.

## Számok
1. Chaco rom
2. Chaco rom II.
3. Paradicsom
4. eastWes
5. Tango hungaro
6. Botoló
7. Bolondház
8. Variáció
9. Kígyó ballada (Daróczi Choli József meséje)
10. Himnusz

## Közreműködők
- Babos Gyula - gitár
- Szakcsi Lakatos Róbert - zongora, billentyűs hangszerek
- Hárs Viktor - nagybőgő, basszusgitár
- Balogh László - dob
- Veress Mónika - ének

## Külső hivatkozások
- Ekultúra.hu - Lemezkritika
- Szoljon.hu[halott link] - Lemezkritika